# نيكو هيلنبراند
نيكو هيلنبراند (بالألمانية: Nico Hillenbrand)‏ (25 مايو 1987 بهايدلبرغ في ألمانيا - ) هو لاعب كرة قدم ألماني في مركز الدفاع. لعب مع بوروسيا دورتموند 2 وبوروسيا دورتموند ونادي ساندهاوزن وFC Astoria Walldorf ‏ وSC Hauenstein ‏.

## وصلات خارجية
- نيكو هيلنبراند على موقع قاعدة بيانات كرة القدم.إي يو (الإنجليزية)